# August Gailit

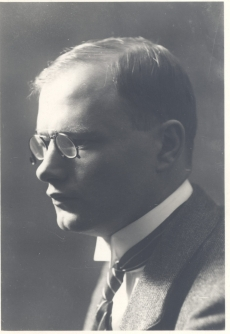
August Gailit ok. roku 1920

August Gailit (ur. 9 stycznia 1891 w Kuiksilla, zm. 5 listopada 1960 w Örebro) – estoński pisarz, prozaik, dziennikarz członek grupy literackiej Siuru. Jego najpopularniejszym utworem jest powieść Dziwny świat Tomasza Nipernaadiego, za którą otrzymał Estońską Nagrodę Państwową.

## Życiorys
Urodził się w 1891 roku. Był synem cieśli. Wychowywał się w Laatre (obecnie Tölliste). Wykształcenie zdobywał w szkole parafialnej w Valga (1899-1905), szkole miejskiej w Dorpacie (1905-1907) oraz (przez krótki okres) na uniwersytecie w Rydze. Od 1911 roku parał się dziennikarstwem (m.in. w czasopismach "Tallina Teataja" i "Postimees"). W 1917 roku został członkiem nowej, awangardowej grupy literackiej Siuru, zainicjowanej przez Friedeberta Tuglasa; grupa działała do 1920.
Od 1922 mieszkał zagranicą (Włochy, Niemcy, Francja). W 1924 roku wrócił do Tartu, gdzie kontynuował karierę dziennikarza. W 1932 objął stanowisko dyrektora teatru Vanemuine. W 1934 przeprowadził się Tallinna, gdzie zarabiał już na życie jako pisarz.
We wrześniu 1944 roku Gailit wraz z żoną i córką, zabierając ze sobą wyłącznie jedną walizkę, zbiegł z Estonii do Szwecji w ucieczce przed władzą sowiecką. Emigracja stała się od tego czasu ważnym elementem twórczości pisarza.

### Życie prywatne
W 1932 r. ożenił się z Elvi Vaher-Nander, śpiewaczką operową. W 1933 parze urodziła się córka Aili Viktooria.
Gailit był człowiekiem wielkiego osobistego uroku i błyskotliwym rozmówcą. Lubił ubierać się elegancko – nosił monokl, laskę, kapelusz. Był popularny na salonach, dyktował nowe mody.

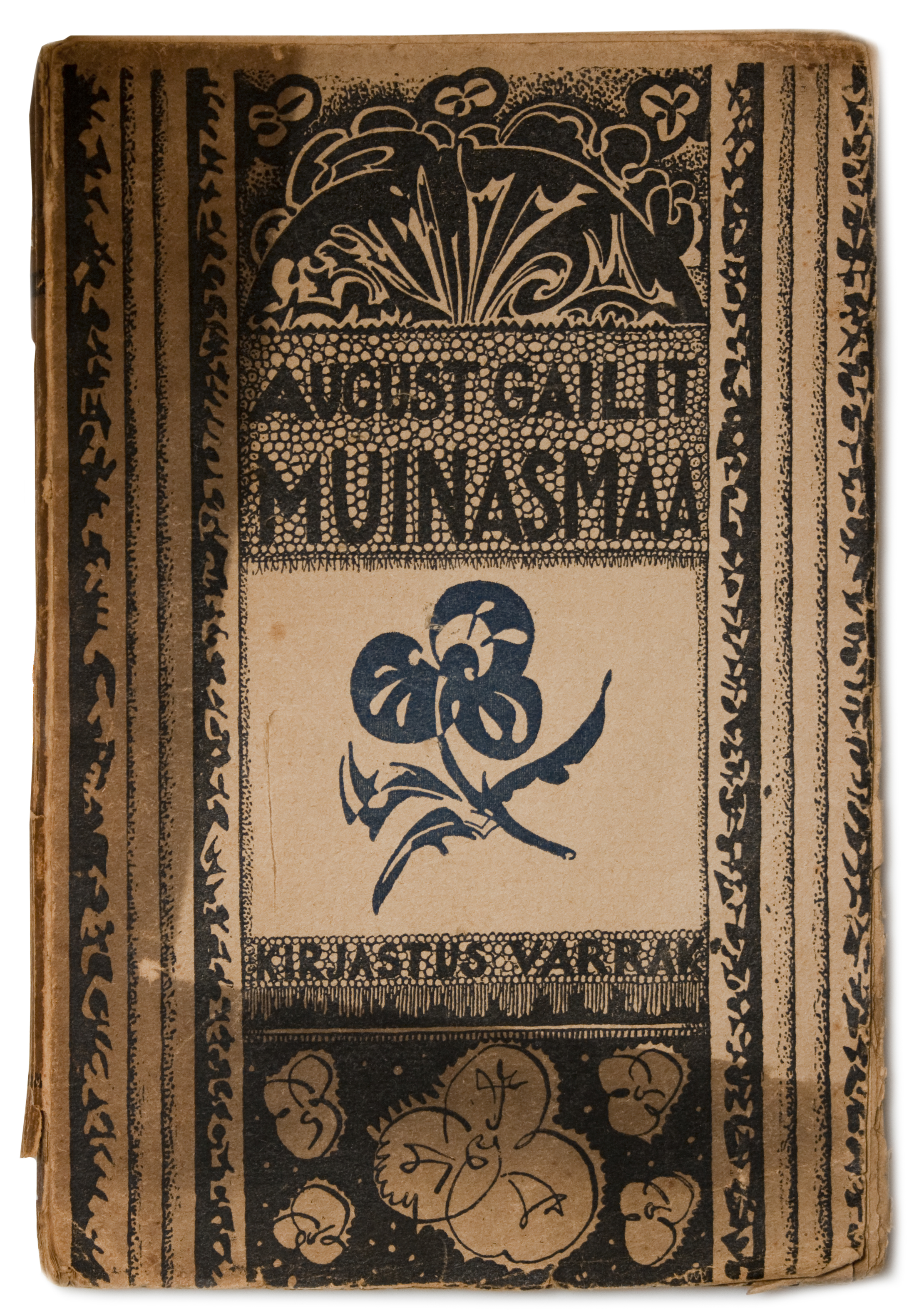
Okładka powieści „Muinasmaa” wydanej w 1918 roku

## Twórczość
- Karuzela Szatana (org. Saatana karussell, powieść, 1917)
- Kraina czarów (org. Muinasmaa ,1918)
- Klauni i fauny (org. Klounid ja faunid, 1919)
- Błędni rycerze/Krzyżowcy (org. Rändavad rüütlid, zbiór opowiadań, 1919)
- Śmierć Augusta Gailita (org. August Gailiti surmi,1919)
- Czerwona śmierć (org. Purpurne surm, powieść 1924)
- Idiota (org. Idioot, zbiór dwóch opowiadań, 1924)
- Dziwny świat Tomasza Nipernaadiego (org. Toomas Nipernaadi, powieść, 1928)
- Ojczyzna ojców (org. Isade maa, powieść, 1935)
- Twarde morze (org. Karge meri, powieść, 1938)
- Ekke Moor (powieść, 1940)
- Płonące serce (org. Leegitsev Süda, powieść, 1945)
- Poprzez wzburzone morze (org. Üle rahutu vee, powieść, 1951)
- Pamiętasz miła? (org. Kas mäletad, mu arm?, proza w trzech tomach, 1951-1959)

## Adaptacje
Twórczość Gailita była kilkakrotnie ekranizowana – w 1981 roku zekranizowano powieść Twarde morze, opowiadającą o życiu łowców fok w nadbałtyckiej wiosce. Reżyserem filmu był Arvo Kruusement, natomiast dwa lata później nakręcono film na podstawie Dziwnego świata Tomasza Nipernaadiego; reżyserem był Kalio Kiisk.